# Seo Min-won
Seo Min-won (kor.서 민원; ur. 23 grudnia 1991) – południowokoreański zapaśnik walczący w stylu wolnym. Zajął jedenaste miejsce na mistrzostwach świata w 2021. Brązowy medalista mistrzostw Azji w 2017.
Piąty na igrzyskach wojskowych w 2015. Trzeci na mistrzostwach świata wojskowych w 2016 roku.
Piętnasty na Uniwersjadzie w 2013, jako zawodnik Korea National Sport University w Seulu.